# Used (dj)
Used (IPA: /'ju:zd/), de artiestennaam van Jo Eelen (30 december 1996), is een Belgische dj en producer van elektronische muziek, voornamelijk drum-'n-bass. Eelen is afkomstig uit het Kempische Wechelderzande, deelgemeente van Lille.

## Levensloop
Eelen leerde als kind viool en piano spelen. In het middelbaar ging hij naar de kunsthumaniora van het Heilig Graf in Turnhout om klassieke viool te studeren. Rond deze tijd kwam hij via YouTube-kanalen zoals UKF en Liquicity in contact met drum-'n-bass en begon hij met eigen producties. Deze zijn typerend door invloeden van zijn klassieke opleiding, eigen vocals en vioolpartijen. Zijn eerste artiestennaam was "usd", gebaseerd op de Engelse woorden "upside down", maar omdat deze al in gebruik was veranderde hij zijn artiestennaam naar Used. Hij speelde zijn eerste sets in jeugdhuis De Wollewei te Turnhout. Eelen combineert viool, piano en andere klassieke elementen in zijn nummers. Na de middelbare school ging hij studeren aan de Hogeschool PXL-Music in Hasselt, waar hij na twee jaar stopte om zich volledig op zijn muziek te richten.
In 2018 kwam Eelen met een eerste release. Met de hit Mistakes lanceerde hij zijn carrière. In de twee volgende jaren bracht hij diverse singles uit en nam zijn populariteit zowel binnen als buiten de drum-'n-bass-wereld sterk toe. Hij speelde onder andere shows op Tomorrowland, Pukkelpop, Rampage Open Air, Sunrise Festival en in clubs in binnen- en buitenland. Zo speelde hij al in het Verenigd Koninkrijk, Duitsland, Oostenrijk en Nederland. Zijn nummers worden ondertussen ook regelmatig op Studio Brussel gespeeld. Bovendien speelde hij ook al verschillende guest mixes op deze radiozender en mocht hij meespelen in een show voor Music For Life.
2020 leek een veelbelovend jaar te worden voor Eelen met een goed gevulde festivalzomer en zijn eerste optreden in het Antwerpse Sportpaleis. Door de coronapandemie die in maart uitbrak, werden alle shows dat jaar geschrapt. In december resulteerde dit in zijn single Where I Belong, waarin Eelen de donkere kant van de lockdown aankaartte.
Slechts een maand na zijn laatste single kwam Used met zijn debuut-EP op Radar Records, het label van Rampageoprichter DJ Murdock. De lead single van I'm Yours ep werd ook zijn eerste feature op het YouTube-kanaal UKF en zijn eerste 'catch of the day' op Studio Brussel. In het voorjaar van 2022 kreeg Eelen op deze radiozender gedurende vijf weken een eigen programma op vrijdagavond van 9 tot 10 uur. Op 11 februari speelde hij zijn eerste radioshow.

## Discografie

### Singles
| Titel                 | Jaar | Label              | Bijzonderheden |
| --------------------- | ---- | ------------------ | --- |
| Mistakes              | 2018 | Frtyfve            | Op 14 september 2018 kwam zijn eerste single uit getiteld Mistakes. Het nummer is anno 2023 al ruim 10 miljoen keer afgespeeld op Spotify. In de zomer van 2020 werd dit lied een hit op de sociale media-app Tik Tok.                                                                    |
| Come Back Home        | 2019 | Down 2 Earth Musik | Op 21 juni 2019 bracht Eelen een nieuwe song uit met de naam Come Back Home. Dit nummer kwam uit op het platenlabel Down 2 Earth Musik van de Britse drum-'n-bass-dj Macky Gee. Het nummer haalde begin 2022 1 miljoen streams op Spotify.                                                |
| Better On My Own      | 2020 | Rampage Recordings | Het nummer Better on my own kwam uit op 27 maart 2020 op het label Rampage Recordings. Samen met Mistakes en Come Back Home gaan deze nummers over een break-up in het liefdesleven van Eelen.                                                                                            |
| Where I Belong        | 2020 | Usedmusic          | Het nummer Where I Belong kwam uit op 23 december 2020, één week voor de 24ste verjaardag van Eelen. Het nummer stond een paar dagen bovenaan de iTunes-charts in België. De single werd geschreven tijdens de lockdown door de coronacrisis en was voor Eelen een vorm van zelftherapie. |
| Red Light Green Light | 2021 | Usedmusic          | Uitgebracht op 5 november 2021. Gebaseerd op een theme-song van de populaire Netflix-serie Squid Game. |
| Forget                | 2022 | NoCopyrightSounds  | Uitgebracht op 4 november 2022. Anthem van Eelen's zomer van 2022. |
| WISH I NEVER MET U    | 2023 | Usedmusic          | Uitgebracht op 23 februari 2023. Geschreven in België, geperfectioneerd in Spanje, afgemaakt in Nieuw-Zeeland. |
| You Say               | 2023 | Breakbeat Kaos     | Uitgebracht op 22 september 2023. In samenwerking met Jamie McCool |

### Samenwerkingen
| Titel                  | Artiesten                | Jaar | Label          | Opmerkingen                                                       |
| ---------------------- | ------------------------ | ---- | -------------- | ----------------------------------------------------------------- |
| You Got Me             | Hedex & Used             | 2019 | Dubz Audio     | Album van Hedex (From The Rave), uitgebracht op 18 december 2019. |
| Go, Acid! - Used Remix | Acid, Used, Joost, Apson | 2022 | Albino Sports  | Go, Acid! - Used Remix is een remix van Go, Acid!                 |
| Take Me                | Used, Andromedik         | 2022 | NCS            |                                                                   |
| Higher                 | Used, DJ Fresh           | 2022 | Breakbeat Kaos |                                                                   |

### Ep's
I'm Yours EP is een extended play die Eelen uitbracht in februari en maart 2021.
| Titel                  | Jaar | Label         |
| ---------------------- | ---- | ------------- |
| I'm Yours              | 2021 | Radar Records |
| Jailyard               | 2021 | Radar Records |
| The Art Of Missing You | 2021 | Radar Records |
| Take It                | 2021 | Radar Records |

### Remixes
| Titel                        | Artiest                      | Remixer    | Jaar | Label          |
| ---------------------------- | ---------------------------- | ---------- | ---- | -------------- |
| Rushing Back (Ft. Vera Blue) | Flume                        | Used       | 2020 | Usedmusic      |
| Won't Let Go (Ft. Voicians)  | Andromedik                   | Used       | 2021 | Liquicity      |
| Freak                        | TS7 & Skepsis                | Used       | 2021 | Crucast        |
| You & Me (Flume Remix)       | Disclosure                   | Used       | 2021 | Usedmusic      |
| Stay                         | The Kid Laroi, Justin Bieber | Used       | 2021 | Usedmusic      |
| L'enfer                      | Stromae                      | Used       | 2022 | Usedmusic      |
| Fight for your right         | Beastie Boys                 | Used       | 2022 | Usedmusic      |
| Formula                      | Labrinth                     | Used       | 2022 | Usedmusic      |
| Where is the love?           | Black Eyed Peas              | Used       | 2022 | Usedmusic      |
| Gold Dust                    | DJ Fresh                     | Used & Bou | 2022 | Breakbeat Kaos |
| True Love                    | Kanye West ft. XXXTentacion  | Used       | 2022 | Usedmusic      |
| Go Acid!                     | Acid & Joost                 | Used       | 2022 | Usedmusic      |